# John Howard Northrop
John Howard Northrop (Yonkers, Nueva York, Estados Unidos, 5 de julio de 1891 - Wickenberg, Arizona, Estados Unidos, 27 de mayo de 1987) fue un químico, bioquímico y profesor universitario estadounidense galardonado con el Premio Nobel de Química en el año 1946.

## Biografía
Hijo de Alice Belle Rich y John Isiah Northrop, nació el 5 de julio de 1891 en la ciudad de Yonkers, en el estado de Nueva York. Estudió química en la Universidad de Columbia, por la que se doctoró en 1915. En 1916 se incorporó al Instituto Rockefeller de Investigaciones Médicas y en 1949 fue nombrado profesor de la Universidad de California, cargo del que fue titular hasta 1961.
Falleció el 27 de mayo de 1987 en la ciudad de Wickenburg (Arizona).

## Investigaciones científicas
Durante la Primera Guerra Mundial fue el encargado de conducir una investigación al servicio de la guerra química del ejército norteamericano acerca de la producción de acetona y etanol mediante la fermentación. Posteriormente emprendió investigaciones sobre las propiedades químicas y actividades de las enzimas y en 1929 consiguió obtener pepsina en forma pura y cristalizada, determinando así mismo sus propiedades proteicas. Consiguió cristalizar la tripsina y la quimotripsina en colaboración con Moses Kunitz, y, en el transcurso de sus investigaciones sobre substancias generadoras (es decir, sobre los precursores inactivos de las enzimas), aisló el pepsinógeno y el tripsinógeno.
En el año 1938 aisló y cristalizó el primer bacteriófago, un pequeño virus parásito que ataca bacterias, determinando que se trataba de una nucleoproteína. En 1946 señaló el proteinógeno como la sustancia madre de todas las proteínas presentes en las carnes, enzimas, virus y anticuerpos.
Obtuvo en 1946 el Premio Nobel de Química (la mitad del cual compartió con Wendell Meredith Stanley por sus aportaciones a "la representación fiel de las enzimas y las viru-proteínas"), recayendo la mitad restante del Premio de dicho año en el químico James Batcheller Sumner.

## Vida personal
En 1917, Northrop se casó con Louise Walker (1891-1975), con la que tuvo dos hijos: Juan, un oceanógrafo, y Alice, que se casó con el Premio Nobel de Fisiología o Medicina de 1954 Frederick C. Robbins.
Northrop se suicidó en Wickenburg, Arizona, en 1987.
| Predecesor: Artturi Ilmari Virtanen | Premio Nobel de Química 1946 | Sucesor: Robert Robinson |

- Datos: Q106399
- Multimedia: John Howard Northrop / Q106399